# Nuoto ai campionati mondiali di nuoto 2005
Le gare di nuoto ai campionati mondiali di nuoto 2005 si sono svolte dal 24 al 31 luglio 2005 a Montréal in Canada. 
Sono state disputate un totale di 40 gare: 20 maschili, 20 femminili.

## Calendario
| Data           | Ora (UTC+9) | Evento                                            |
| -------------- | ----------- | ------------------------------------------------- |
| 24 luglio 2005 | 09:30       | Batterie 100 m farfalla femminili                 |
| 24 luglio 2005 | 09:30       | Batterie 400 m stile libero maschili              |
| 24 luglio 2005 | 09:30       | Batterie 200 m misti femminili                    |
| 24 luglio 2005 | 09:30       | Batterie 50 m farfalla maschili                   |
| 24 luglio 2005 | 09:30       | Batterie 400 m stile libero femminili             |
| 24 luglio 2005 | 09:30       | Batterie 100 m rana maschili                      |
| 24 luglio 2005 | 09:30       | Batterie staffetta 4x100 m stile libero femminili |
| 24 luglio 2005 | 09:30       | Batterie staffetta 4x100 m stile libero maschili  |
| 24 luglio 2005 | 18:00       | Finale 400 m stile libero maschile                |
| 24 luglio 2005 | 18:00       | Semifinali 100 m farfalla femminili               |
| 24 luglio 2005 | 18:00       | Semifinali 50 m farfalla maschili                 |
| 24 luglio 2005 | 18:00       | Semifinali 200 m misti femminili                  |
| 24 luglio 2005 | 18:00       | Finale 400 m stile libero femminile               |
| 24 luglio 2005 | 18:00       | Semifinali 100 m rana maschili                    |
| 24 luglio 2005 | 18:00       | Finale staffetta 4x100 m stile libero maschile    |
| 24 luglio 2005 | 18:00       | Finale staffetta 4x100 m stile libero femminile   |
| 25 luglio 2005 | 09:30       | Batterie 100 m dorso femminili                    |
| 25 luglio 2005 | 09:30       | Batterie 200 m stile libero maschili              |
| 25 luglio 2005 | 09:30       | Batterie 100 m rana femminili                     |
| 25 luglio 2005 | 09:30       | Batterie 100 m dorso maschili                     |
| 25 luglio 2005 | 09:30       | Batterie 1500 m stile libero femminili            |
| 25 luglio 2005 | 18:00       | Finale 100 m rana maschile                        |
| 25 luglio 2005 | 18:00       | Finale 100 m farfalla femminile                   |
| 25 luglio 2005 | 18:00       | Semifinali 100 m rana femminili                   |
| 25 luglio 2005 | 18:00       | Semifinali 100 m dorso maschili                   |
| 25 luglio 2005 | 18:00       | Finale 50 m farfalla maschile                     |
| 25 luglio 2005 | 18:00       | Semifinali 100 m dorso femminili                  |
| 25 luglio 2005 | 18:00       | Semifinali 200 m stile libero maschili            |
| 25 luglio 2005 | 18:00       | Finale 200 m misti femminile                      |
| 26 luglio 2005 | 09:30       | Batterie 50 m rana maschili                       |
| 26 luglio 2005 | 09:30       | Batterie 200 m stile libero femminili             |
| 26 luglio 2005 | 09:30       | Batterie 200 m farfalla maschili                  |
| 26 luglio 2005 | 09:30       | Batterie 800 m stile libero maschili              |
| 26 luglio 2005 | 18:00       | Finale 200 m stile libero maschile                |
| 26 luglio 2005 | 18:00       | Finale 1500 m stile libero femminile              |
| 26 luglio 2005 | 18:00       | Semifinali 50 m rana maschili                     |
| 26 luglio 2005 | 18:00       | Finale 100 m dorso femminile                      |
| 26 luglio 2005 | 18:00       | Finale 100 m dorso maschile                       |
| 26 luglio 2005 | 18:00       | Semifinali 200 m stile libero femminili           |
| 26 luglio 2005 | 18:00       | Semifinali 200 m farfalla maschili                |
| 26 luglio 2005 | 18:00       | Finale 100 m rana femminile                       |
| 27 luglio 2005 | 10:00       | Batterie 50 m dorso femminili                     |
| 27 luglio 2005 | 10:00       | Batterie 100 m stile libero maschili              |
| 27 luglio 2005 | 10:00       | Batterie 200 m farfalla femminili                 |
| 27 luglio 2005 | 10:00       | Batterie 200 m misti maschili                     |
| 27 luglio 2005 | 18:00       | Finale 200 m stile libero femminile               |
| 27 luglio 2005 | 18:00       | Semifinali 100 m stile libero maschili            |
| 27 luglio 2005 | 18:00       | Semifinali 50 m dorso femminili                   |
| 27 luglio 2005 | 18:00       | Finale 200 m farfalla maschile                    |
| 27 luglio 2005 | 18:00       | Finale 50 m rana maschile                         |
| 27 luglio 2005 | 18:00       | Semifinali 200 m farfalla femminili               |
| 27 luglio 2005 | 18:00       | Semifinali 200 m misti maschili                   |
| 27 luglio 2005 | 18:00       | Finale 800 m stile libero maschile                |
| 28 luglio 2005 | 09:30       | Batterie 100 m stile libero femminili             |
| 28 luglio 2005 | 09:30       | Batterie 200 m dorso maschili                     |
| 28 luglio 2005 | 09:30       | Batterie 200 m rana femminili                     |
| 28 luglio 2005 | 09:30       | Batterie 200 m rana maschili                      |
| 28 luglio 2005 | 09:30       | Batterie staffetta 4x200 m stile libero femminili |
| 28 luglio 2005 | 20:00       | Finale 200 m misti maschile                       |
| 28 luglio 2005 | 20:00       | Semifinali 100 m stile libero femminili           |
| 28 luglio 2005 | 20:00       | Finale 100 m stile libero maschile                |
| 28 luglio 2005 | 20:00       | Finale 50 m dorso femminile                       |
| 28 luglio 2005 | 20:00       | Semifinali 200 m rana maschili                    |
| 28 luglio 2005 | 20:00       | Finale 200 m farfalla femminile                   |
| 28 luglio 2005 | 20:00       | Semifinali 200 m rana femminili                   |
| 28 luglio 2005 | 20:00       | Semifinale 200 m dorso maschile                   |
| 28 luglio 2005 | 20:00       | Finale staffetta 4x200 m stile libero femminile   |
| 29 luglio 2005 | 10:00       | Batterie 50 m stile libero maschili               |
| 29 luglio 2005 | 10:00       | Batterie 50 m farfalla femminili                  |
| 29 luglio 2005 | 10:00       | Batterie 100 m farfalla maschili                  |
| 29 luglio 2005 | 10:00       | Batterie 200 m dorso femminili                    |
| 29 luglio 2005 | 10:00       | Batterie staffetta 4x200 m stile libero maschili  |
| 29 luglio 2005 | 10:00       | Batterie 800 m stile libero femminili             |
| 29 luglio 2005 | 20:00       | Finale 100 m stile libero femminile               |
| 29 luglio 2005 | 20:00       | Finale 200 m dorso maschile                       |
| 29 luglio 2005 | 20:00       | Semifinali 200 m dorso femminili                  |
| 29 luglio 2005 | 20:00       | Semifinali 50 m stile libero maschili             |
| 29 luglio 2005 | 20:00       | Finale 200 m rana femminile                       |
| 29 luglio 2005 | 20:00       | Semifinali 100 m farfalla maschili                |
| 29 luglio 2005 | 20:00       | Semifinali 50 m farfalla femminili                |
| 29 luglio 2005 | 20:00       | Finale 200 m rana maschile                        |
| 29 luglio 2005 | 20:00       | Finale staffetta 4x200 m stile libero maschile    |
| 30 luglio 2005 | 10:00       | Batterie 50 m stile libero femminili              |
| 30 luglio 2005 | 10:00       | Batterie 50 m dorso maschili                      |
| 30 luglio 2005 | 10:00       | Batterie 50 m rana femminili                      |
| 30 luglio 2005 | 10:00       | Batterie staffetta 4x100 m misti femminili        |
| 30 luglio 2005 | 10:00       | Batterie 1500 m stile libero maschili             |
| 30 luglio 2005 | 18:00       | Finale 50 m farfalla femminile                    |
| 30 luglio 2005 | 18:00       | Finale 50 m stile libero maschile                 |
| 30 luglio 2005 | 18:00       | Finale 200 m dorso femminile                      |
| 30 luglio 2005 | 18:00       | Semifinali 50 m rana femminili                    |
| 30 luglio 2005 | 18:00       | Finale 100 m farfalla maschile                    |
| 30 luglio 2005 | 18:00       | Semifinali 50 m stile libero femminili            |
| 30 luglio 2005 | 18:00       | Semifinali 50 m dorso maschili                    |
| 30 luglio 2005 | 18:00       | Finale 800 m stile libero femminile               |
| 30 luglio 2005 | 18:00       | Finale staffetta 4x100 m misti femminile          |
| 31 luglio 2005 | 09:30       | Batterie 400 m misti femminili                    |
| 31 luglio 2005 | 09:30       | Batterie 400 m misti maschili                     |
| 31 luglio 2005 | 09:30       | Batterie staffetta 4x100 m misti maschili         |
| 31 luglio 2005 | 18:00       | Finale 50 m rana femminile                        |
| 31 luglio 2005 | 18:00       | Finale 400 m misti maschile                       |
| 31 luglio 2005 | 18:00       | Finale 50 m stile libero femminile                |
| 31 luglio 2005 | 18:00       | Finale 50 m dorso maschile                        |
| 31 luglio 2005 | 18:00       | Finale 400 m misti femminile                      |
| 31 luglio 2005 | 18:00       | Finale 1500 m stile libero maschile               |
| 31 luglio 2005 | 18:00       | Finale staffetta 4x100 m misti maschile           |

## Podi

### Uomini
| Evento                          | Oro                                                                  | Tempo    | Argento                                                                    | Tempo    | Bronzo                                                                 | Tempo    |
| Stile libero                    |                                                                      |          |                                                                            |          |                                                                        |          |
| 50 m (dettagli)                 | Roland Schoeman                                                      | 21"69    | Duje Draganja                                                              | 21"89    | Bartosz Kizierowski                                                    | 21"94    |
| 100 m (dettagli)                | Filippo Magnini                                                      | 48"12    | Roland Schoeman                                                            | 48"28    | Ryk Neethling                                                          | 48"34    |
| 200 m (dettagli)                | Michael Phelps                                                       | 1'45"20  | Grant Hackett                                                              | 1'46"14  | Ryk Neethling                                                          | 1'46"63  |
| 400 m (dettagli)                | Grant Hackett                                                        | 3'42"91  | Jurij Prilukov                                                             | 3'44"44  | Oussama Mellouli                                                       | 3'46"08  |
| 800 m (dettagli)                | Grant Hackett                                                        | 7'38"65  | Larsen Jensen                                                              | 7'45"63  | Jurij Prilukov                                                         | 7'46"64  |
| 1500 m (dettagli)               | Grant Hackett                                                        | 14'42"58 | Larsen Jensen                                                              | 14'47"58 | David Davies                                                           | 14'48"11 |
| Dorso                           |                                                                      |          |                                                                            |          |                                                                        |          |
| 50 m (dettagli)                 | Aristeidis Grigoriadis                                               | 24"95    | Matt Welsh                                                                 | 24"99    | Liam Tancock                                                           | 25"02    |
| 100 m (dettagli)                | Aaron Peirsol                                                        | 53"62    | Randall Bal                                                                | 54"04    | László Cseh                                                            | 54"27    |
| 200 m (dettagli)                | Aaron Peirsol                                                        | 1'54"66  | Markus Rogan                                                               | 1'56"63  | Ryan Lochte                                                            | 1'57"00  |
| Rana                            |                                                                      |          |                                                                            |          |                                                                        |          |
| 50 m (dettagli)                 | Mark Warnecke                                                        | 27"63    | Mark Gangloff                                                              | 27"71    | Kōsuke Kitajima                                                        | 27"78    |
| 100 m (dettagli)                | Brendan Hansen                                                       | 59"37    | Kōsuke Kitajima                                                            | 59"53    | Hugues Duboscq                                                         | 1'00"20  |
| 200 m (dettagli)                | Brendan Hansen                                                       | 2'09"85  | Mike Brown                                                                 | 2'11"22  | Genki Imamura                                                          | 2'11"54  |
| Farfalla                        |                                                                      |          |                                                                            |          |                                                                        |          |
| 50 m (dettagli)                 | Roland Schoeman                                                      | 22"96    | Ian Crocker                                                                | 23"12    | Serhij Breus                                                           | 23"38    |
| 100 m (dettagli)                | Ian Crocker                                                          | 50"40    | Michael Phelps                                                             | 51"65    | Andrij Serdinov                                                        | 52"08    |
| 200 m (dettagli)                | Paweł Korzeniowski                                                   | 1'55"02  | Takeshi Matsuda                                                            | 1'55"62  | Wu Peng                                                                | 1'56"50  |
| Misti                           |                                                                      |          |                                                                            |          |                                                                        |          |
| 200 m (dettagli)                | Michael Phelps                                                       | 1'56"68  | László Cseh                                                                | 1'57"61  | Ryan Lochte                                                            | 1'57"79  |
| 400 m (dettagli)                | László Cseh                                                          | 4'09"63  | Luca Marin                                                                 | 4'11"67  | Oussama Mellouli                                                       | 4'13"47  |
| Staffette                       |                                                                      |          |                                                                            |          |                                                                        |          |
| 4x100 m stile libero (dettagli) | Stati Uniti Michael Phelps Neil Walker Nate Dusing Jason Lezak       | 3'13"77  | Canada Yannick Lupien Rick Say Mike Mintenko Brent Hayden                  | 3'16"44  | Australia Michael Klim Andrew Mewing Leith Brodie Patrick Murphy       | 3'17"56  |
| 4x200 m stile libero (dettagli) | Stati Uniti Michael Phelps Ryan Lochte Peter Vanderkaay Klete Keller | 7'06"58  | Canada Brent Hayden Colin Russell Rick Say Andrey Hurd                     | 7'09"73  | Australia Nicholas Sprenger Patrick Murphy Andrew Mewing Grant Hackett | 7'10"59  |
| 4x100 m misti (dettagli)        | Stati Uniti Aaron Peirsol Brendan Hansen Ian Crocker Jason Lezak     | 3'31"85  | Russia Arkadij Vjatčanin Dmitrij Komornikov Igor' Marčenko Andrej Kapralov | 3'35"08  | Giappone Tomomi Morita Kōsuke Kitajima Ryo Takayasu Daisuke Hosokawa   | 3'35"40  |

### Donne
| Evento                          | Oro                                                                     | Tempo    | Argento                                                                | Tempo    | Bronzo                                                                 | Tempo    |
| Stile libero                    |                                                                         |          |                                                                        |          |                                                                        |          |
| 50 m (dettagli)                 | Lisbeth Lenton                                                          | 24"59    | Marleen Veldhuis                                                       | 24"83    | Zhu Yingwen                                                            | 24"91    |
| 100 m (dettagli)                | Jodie Henry                                                             | 54"18    | Malia Metella Natalie Coughlin                                         | 54"74    | non assegnato                                                          |          |
| 200 m (dettagli)                | Solenne Figuès                                                          | 1'58"60  | Federica Pellegrini                                                    | 1'58"73  | Yang Yu Josefin Lillhage                                               | 1'59"08  |
| 400 m (dettagli)                | Laure Manaudou                                                          | 4'06"44  | Ai Shibata                                                             | 4'06"74  | Caitlin McClatchey                                                     | 4'07"25  |
| 800 m (dettagli)                | Kate Ziegler                                                            | 8'25"31  | Brittany Reimer                                                        | 8'27"59  | Ai Shibata                                                             | 8'27"86  |
| 1500 m (dettagli)               | Kate Ziegler                                                            | 16'00"41 | Flavia Rigamonti                                                       | 16'04"34 | Brittany Reimer                                                        | 16'07"73 |
| Dorso                           |                                                                         |          |                                                                        |          |                                                                        |          |
| 50 m (dettagli)                 | Giaan Rooney                                                            | 28"63    | Gao Chang                                                              | 28"69    | Antje Buschschulte                                                     | 28"72    |
| 100 m (dettagli)                | Kirsty Coventry                                                         | 1'00"24  | Antje Buschschulte                                                     | 1'00"84  | Natalie Coughlin                                                       | 1'00"88  |
| 200 m (dettagli)                | Kirsty Coventry                                                         | 2'08"52  | Margaret Hoelzer                                                       | 2'09"94  | Reiko Nakamura                                                         | 2'10"41  |
| Rana                            |                                                                         |          |                                                                        |          |                                                                        |          |
| 50 m (dettagli)                 | Jade Edmistone                                                          | 30"45    | Jessica Hardy                                                          | 30"85    | Brooke Hanson                                                          | 30"89    |
| 100 m (dettagli)                | Leisel Jones                                                            | 1'06"25  | Jessica Hardy                                                          | 1'06"42  | Tara Kirk                                                              | 1'07"43  |
| 200 m (dettagli)                | Leisel Jones                                                            | 2'21"72  | Anne Poleska                                                           | 2'21"84  | Mirna Jukić                                                            | 2'27"11  |
| Farfalla                        |                                                                         |          |                                                                        |          |                                                                        |          |
| 50 m (dettagli)                 | Danni Miatke                                                            | 26"11    | Anna-Karin Kammerling                                                  | 26"36    | Therese Alshammar                                                      | 26"39    |
| 100 m (dettagli)                | Jessicah Schipper                                                       | 57"23    | Lisbeth Lenton                                                         | 57"37    | Otylia Jędrzejczak                                                     | 58"57    |
| 200 m (dettagli)                | Otylia Jędrzejczak                                                      | 2'05"61  | Jessicah Schipper                                                      | 2'05"65  | Yūko Nakanishi                                                         | 2'09"40  |
| Misti                           |                                                                         |          |                                                                        |          |                                                                        |          |
| 200 m (dettagli)                | Katie Hoff                                                              | 2'10"41  | Kirsty Coventry                                                        | 2'11"13  | Lara Carroll                                                           | 2'13"31  |
| 400 m (dettagli)                | Katie Hoff                                                              | 4'36"07  | Kirsty Coventry                                                        | 4'39"72  | Kaitlin Sandeno                                                        | 4'40"85  |
| Staffette                       |                                                                         |          |                                                                        |          |                                                                        |          |
| 4x100 m stile libero (dettagli) | Australia Jodie Henry Alice Mills Shayne Reese Lisbeth Lenton           | 3'37"32  | Germania Petra Dallmann Antje Buschschulte Annika Liebs Daniela Götz   | 3'38"24  | Stati Uniti Natalie Coughlin Kara Lynn Joyce Lacey Nymeyer Amanda Weir | 3'38"31  |
| 4x200 m stile libero (dettagli) | Stati Uniti Natalie Coughlin Katie Hoff Whitney Myers Kaitlin Sandeno   | 7'53"70  | Australia Lisbeth Lenton Shayne Reese Bronte Barratt Linda MacKenzie   | 7'54"06  | Cina Zhu Yingwen Pang Jiaying Zhou Yafei Yang Yu                       | 7'54"29  |
| 4x100 m misti (dettagli)        | Australia Sophie Edington Leisel Jones Jessicah Schipper Lisbeth Lenton | 3'57"47  | Stati Uniti Natalie Coughlin Jessica Hardy Rachel Komisarz Amanda Weir | 3'59"92  | Germania Antje Buschschulte Sarah Poewe Annika Mehlhorn Daniela Götz   | 4'02"51  |

## Medagliere
| Pos.   | Paese         | Oro | Argento | Bronzo | Totale |
| ------ | ------------- | --- | ------- | ------ | ------ |
| 1      | Stati Uniti   | 15  | 11      | 6      | 32     |
| 2      | Australia     | 13  | 5       | 4      | 22     |
| 3      | Zimbabwe      | 2   | 2       | 0      | 4      |
| 4      | Sudafrica     | 2   | 1       | 2      | 5      |
| 5      | Francia       | 2   | 1       | 1      | 4      |
| 6      | Polonia       | 2   | 0       | 2      | 4      |
| 7      | Germania      | 1   | 3       | 2      | 6      |
| 8      | Italia        | 1   | 2       | 0      | 3      |
| 9      | Ungheria      | 1   | 1       | 1      | 3      |
| 10     | Grecia        | 1   | 0       | 0      | 1      |
| 11     | Canada        | 0   | 4       | 1      | 5      |
| 12     | Giappone      | 0   | 3       | 6      | 9      |
| 13     | Russia        | 0   | 2       | 1      | 3      |
| 14     | Cina          | 0   | 1       | 4      | 5      |
| 15     | Svezia        | 0   | 1       | 2      | 3      |
| 16     | Austria       | 0   | 1       | 2      | 3      |
| 17     | Croazia       | 0   | 1       | 0      | 1      |
| 17     | Paesi Bassi   | 0   | 1       | 0      | 1      |
| 17     | Svizzera      | 0   | 1       | 0      | 1      |
| 20     | Gran Bretagna | 0   | 0       | 3      | 3      |
| 21     | Tunisia       | 0   | 0       | 2      | 2      |
| 21     | Ucraina       | 0   | 0       | 2      | 2      |
| Totale | Totale        | 40  | 41      | 40     | 121    |